# Amerikansk kermesbær
Amerikansk kermesbær (Phytolacca americana) er en staude med en opret, forgrenet vækst. Stænglen er hårløs og lysegrøn, men den bliver ofte rød hen på sommeren. Planten lugter ubehageligt ved berøring, og både bærrenes kerner og roden indeholder saponinerne phytolaccatoxin og phytolaccigenin, som gør den giftig for mennesker. Amerikansk kermesbær indeholder desuden lectinet Pokeweed mitogen, PMW, der ligesom mange andre plantelectiner agglutinerer erytrocytter, er mitose-stimulerende og fremmer antistofsyntesen i lymfocytter, inducerer plasmacellers aktivering og som i stor dosis kan være dødelig.

## Beskrivelse
Bladene er spredtstillede, smalt ægformede og hele med lang spids, kruset rand og forsænkede bladribber. Begge bladsider er lysegrønne og glatte.
Blomstringen sker i juni-august, hvor man ser de endestillede, overhængende eller oprette klaser af hvidlige blomster. De enkelte blomster er langstilkede og 5-tallige, regelmæssige og forholdsvis små. Frugterne er bær, som først er grønne, så hvide og til sidst blanke og sorte.
Rodnettet består af en tyk rodstok og en dybtgående pælerod som bærer nogle få, grove rødder, der når vidt omkring.
Højde x bredde og årlig tilvækst: 1,20 x 0,50 m (120 x 50 cm/år).

## Hjemsted
Arten er udbredt i næsten alle USA's delstater og i Ontario og Quebec i Canada. Den foretrækker fuld sol eller let skygge og en fugtig jordbund i lysninger, langs skovkanter og vandløb samt i vejkanterne.
I området Walden Marsh, Bergen County, New Jersey, USA, vokser den sammen med bl.a. giftsumak, alm. robinie, tagrør, amerikansk celaster, amerikansk trompetkrone, amerikansk vin, begfyr, bynkeambrosie, carolinanatskygge, Carex stricta (en Starart), glansbladet hæg, hvideg, kæmpesilkeplante, ru gyldenris, rød morbær, sandløg, skarlagenjordbær, svinehickory, sølvløn, toårig natlys, virginsk poppel, weymouthfyr og østamerikansk hemlock

## Voksested
Planten findes i mange danske haver, da bærrene tidligere har været brugt til at farve hjemmelavet vin med.
| Portal | Portal:Botanik |

## Note
1. ↑  Meadowlands Railroad and Roadway Improvement Project: Final Environmental Impact Statement Arkiveret 12. januar 2007 hos  Wayback Machine (engelsk)
2. ↑  Kermesbær phytolacca, haveabc.dk